# Bellingwedde
Bellingwedde là một đô thị tại tỉnh Groningen, Hà Lan. Đô thị này có diện tích ki-lô-mét vuông, dân số người. Đô thị này được lập năm 1968 khi Bellingwolde và Wedde được nhập vào nhau. Kinh tế đô thị này chủ yếu là nông nghiệp.
Bellingwedde giáp các đô thị: Reiderland, Winschoten (bắc), Pekela (tây), Stadskanaal và Vlagtwedde (nam).

## Các trung tâm chính
Bellingwolde, Blijham, Klein-Ulsda, Oudeschans, Rhederbrug, Veelerveen, Vriescheloo, Wedde và Wedderveer.